# Проблем личног идентитета
У филозофији, проблем личног идентитета бави се начином на који је неко у стању идентификовати једну особу у одређеном временском интервалу. Питања која се постављају јесу шта је оно што сачињава идентитет једне особе и шта је оно што је чини истом у различитим временским периодима.
У савременој метафизици, ствар личног идентитета назива се дијахроним проблемом личног идентитета. Синхрони проблем се односи на питање које особине и особине карактеришу човека у датом тренутку. Аналитичка и континентална филозофија распитују се о природи идентитета. Континентална филозофија се бави концептуалним одржавањем идентитета када се суоче са различитим филозофским пропозицијама, постулатима и претпоставкама о свету и његовој природи.
Лични идентитет означава оне аспекте нечије личности које та особа сматра посебно важним за разумевање себе и разликовање од других. Људи су појединачна бића која се могу упознати и затим и препознавати. За људе мора бити могуће да преносе свој идентитет од једног временског тренутка до другог. Ако нема трајности личног идентитета онда не људи не би могли да сматрају искуства која су доживели својим.

## Идентичност
Постоји квалитативна и нумеричка идентичност. Две ствари су квалитативно идентичне онда када су у великој мери сличне. На пример, то је смисао у којем се говори да су две жене дошле на вечеру у истој хаљини. Тиме се не говори да су заједно обукле исти комад одеће—оно на шта се тим изразом указује је то да су обукле хаљине које су истог дизајна и боје, дакле хаљине које су веома сличне у погледу читавог низа својстава важних за идентификовање предмета (облик, боја, величина, итд.). Други смисао идентичности је управо онај који је искључен у овом примеру: када су две жене које су идентично обучене, не може бити случај да се ради о једној те истој хаљини. Међутим, случај може мало да се модификује. Могло би се десити да је једна од две жене дошла на вечеру у хаљини, после неког времена напустила вечеру и посудила хаљину другој жени која се онда у њој појавила за столом. У том случају рекло би се да су две жене дошле на вечеру у истој хаљини, али би овог пута помислили нешто другачије и нешто јаче: овог пута се ради о томе да су обе жене биле на вечери (у различитим временским периодима) у истом комаду одеће. Када се говори о идентичности у овом смислу, онда се ради о нумеричком идентитету, или о нумеричкој идентичности.
У филозофији се на основу овога поставља питање како доћи до неког објашњења личног идентитета које је општије од стандардних поступака за идентификовање особа од једног до другог тренутка.

## Физички критеријум идентитета

### Отисци прстију
Постоје врло поуздани практични начини за идентификовање особа. Помоћу отисака прстију, може се лако утврдити да је особа А у тренутку т1 идентична особи Б у тренутку т2. Али овај метод неће пружити критеријум који има потребну општост. Људи могу да остану без јагодица на прстима, па и без читавих шака, на пример, и да тако не буде могуће њихово реидентификовање тим методом. Међутим, не би се рекло да због тога особа која је доживела такву незгоду више није иста особа која је била раније. Оно што се тражи је објашњење личног идентитета које неће моћи да буде угрожено противпримерима какав је овај са отисцима прстију. Трага се за критеријумом личног идентитета који нема изузетке чак ни међу хипотетичким случајевима.
Оно за чиме се трага је објашњење нумеричког идентитета особе. Под овим се подразумева објашњење које се може формулисати помоћу бикондиционала:
Особа А у тренутку т идентична је са особом Б у тренутку т’ ако и само ако Х.
Оно што филозофе занима шта је оно што конституише лични идентитет једне особе. Адекватан одговор на ово питање ће бити онај који може да се стави у горњи бикондиционал, тј. у исказ типа „п ако и само ако q“.

### ДНК
Ради се о физичком аспекту који је много бољи кандидат за конституента личног идентитета него отисци прстију јер ДНК има кључну улогу у одређивању тога какав ће сваки човек бити и који тај свој посао обавља докле год смо живи. Бикондиционал гласи: Особа А у тренутку т идентична је са особом Б у тренутку т’ ако и само ако А и Б имају исту ДНК.
Међутим, иста ДНК није довољан услов за идентитет: идентични близанци имају исту ДНК, али нису нумерички иста особа. Друго, иста ДНК није ни нужан услов за идентитет. Може се употребити мисаони експеримент и замислити могућа интервенција којом некоме бива промењена ДНК у свакој ћелији, али на неки релативно безначајан начин. Таква особа не би више имала исту ДНК као особа пре интервенције, али тешко да би се рекло да се више не ради о истој особи. Не мора се у овом тренутку одустати од физичких критеријума.

### Људска тела
Може се рећи да се ради о најједноставнијем и најочигледнијем физичком критеријуму идентитета. Тело није нешто што се тек „настањује“ на неко одређено време. Тело јесте сам човек. О деловима овог тела које људи сматрају (с правом) својим, као о деловима самог себе. Може се рећи да оно што једну особу чини идентичном у различитим временским периодима је идентично тело. Бикондиционал гласи: Особа А у тренутку т идентична је са особом Б у тренутку т’ ако и само ако А и Б имају исто тело.
Овде се мисли на нумерички идентитет тела, не на квалитативни идентитет. Познато да се тела временом мењају на различите начине, али то не чини погрешном тврдњу да је тело једне особе нумерички исто оно тело које је имао пре пет минута и пре дванаест година. Овај критеријум идентитета, телесни критеријум, има боље шансе на успех него други физички критеријуми. Промене отисака прстију, па чак и промене у генетском  материјалу, могу да се догоде, а да не дође до промене у (нумеричком) идентитету тела.

### Приговори телесном критеријуму

#### Близанци
Први проблем за телесни критеријум настаје са случајевима дицефалије. Ради се о случајевима у којима људски зигот није до краја подељен на два, што резултира близанцима који су спојени испод врата. Дицефалија је позната и има случајева који су добро испитани. Документовано је да се у случајевима дицефалије добијају близанци који имају индивидуалну психологију, приватан и јединствен ментални живот и самосталну контролу над удовима на оној страни тела на којој се налази глава. Неке органе деле, а неке органе имају сваки за себе. На пример, познати су дицефални близанци са по два срца и стомака, али са једном јетром, једним дебелим цревом, итд. Њихови органи су смештени у заједнички грудни кош и функционишу у складу. Случајеви ове врсте конституишу противпример за телесни критеријум: ради се о јединственом телу које деле две особе. Ако тело конституише нумерички идентитет особа, онда дицефалним близанцима недостаје једно тело.
У форми аргумента, приговор телесном критеријуму се може изразити овако (близанци се могу назвати Леви и Десни).
(СБ1) Ако је телесни критеријум истинит, онда или Леви и Десни имају различита тела, или су Леви и Десни иста особа.
(СБ2) Леви и Десни имају исто тело.
(СБ3) Леви и Десни нису иста особа.
(СБ4) Дакле, телесни критеријум није истинит.
Аргумент је валидан. СБ1 је тврдња која следи из телесног критеријума: у случају да је телесни критеријум истинит, онда се овај случај може описати само на један од ова два начина: или се ради о две особе, у ком случају критеријум захтева да постоје два различита тела, или се ради о једном телу и једној особи.
Премиса СБ2 формулише нешто што изгледа као очигледан закључак о датом случају: ради се о једном, јединственом, телу; чињеница да је присуство неких органа у већем броју од уобичајеног сасвим је контингентна (односно таква да је број појединих органа могао бити и различит). Познати су случајеви са различитим саставом организма, односно са мањим или већим бројем „дуплираних“ органа. У сваком случају, онако како су описани Леви и Десни (а што је у складу са конкретним, познатим случајевима дицефалије), мора се признати да се ради о једном телу чији органи функционишу у узајамном складу и само су поједини од њих дуплирани.
Могло би се приговорити премиси СБ2 да је неистинита јер код дицефалних близанаца заправо постоје два спојена тела. Овај приговор нема много наде на успех. Ако би се прихватио, филозофи би били приморани да Левом или Десном „одузму“ органе који се налазе на супротној страни од оне на којој се налази глава, а да нису „дуплирани“. Изгледа далеко прихватљивије да се каже како Леви и Десни заправо деле органе који нису дуплирани. Такође, у случајевима не-људских животиња код којих се јавља дицефалија не постоји никаква потреба да се тврди да се ради о два спојена тела; нема разлога да се то онда тврди за људе.
Премиса СБ3 истиче чињеницу да различитост психолошких карактеристика указује на присуство различитих особа. Леви и Десни могу да имају битно различите менталне животе, а познато је да у документованим случајевима дицефалије спојени близанци извештавају о различитим личним преференцијама и склоностима. Било би врло тешко порећи да је СБ3 истинито. Један од разлога за то је и овај. Приговарачева тврдња да постоји само једна особа захтева да се неки замишљени случајеви опишу на врло неубедљив начин. На пример, може се замислити да се Леви и Десни посвађају и да то доведе до тога да Десни Левог убије. Приговарач би морао да каже да ту није било никаквог убиства јер нису присутне две особе па да једна може да усмрти другу. То је сасвим неприхватљив опис ситуације.
Друга врста приговора телесном критеријуму се не позива на документоване случајеве него на мисаоне експерименте. Потребно је замислити да је наука толико узнапредовала да су хирурзи у стању да трансплантирају не само срца и јетре, већ и мозгове. Две особе, Особа А и Особа Б налазе у ситуацији у којој је после несреће коју су доживели могуће спасити их само тако што ће мозак особе А бити трансплантиран у тело Особе Б и обрнуто. После успешне трансплантације, ово тело је уништено, као и  нефункционални мозак особе А.
Преостало тело, тело особе А с мозгом особе Б у својој лобањи се буди из анестезије. Особа која је преживела несрећу и операцију мисли за себе да је особа Б, воли ствари које је особа Б одувек волео, тврди да се сећа разних ствари које је доживео још и пре него што се упознао с особом Б итд. Питање које се поставља јесте ко је преживео од ове две особе.
Чини се да је исправно рећи да је преживела особа Б. Али исто тако, исправно је рећи да је тело преживелог тело особе А; уосталом, да је у тело особе А трансплантирана јетра особе Б не би се рекло да је тело преживелог тело особе Б. Слично треба да буде и у случају мозга.
Ако је тачно да је преживела особа Б и то у телу особе А, онда не може бити случај да је особа Б идентична са телом особе Б (које више ни не постоји). Телесни критеријум је, дакле, неистинит.

#### Мождани критеријум
Заговорник телесног критеријума би могао да тврди како постоји нешто сасвим посебно у вези са једним делом тела: мозак је, заправо, онај део тела у којем је седиште идентитета особе, функционалан мозак, могли би додати. Када је премештен мозак у ново тело, премештена је и његова личност. Ово би била посебна врста телесног критеријума, мождани критеријум идентитета.
Бикондиционал гласи: Особа А у тренутку т идентична је са особом Б у тренутку т’ ако и само ако А и Б имају исти функционалан мозак.
Ово није добра позиција за заговорника телесног критеријума. Ако се замисли да је приликом трансплантације, у тело особе Б убризган коктел лекова који треба да спрече да трансплантирани мозак буде одбачен, као што се то ради и приликом трансплантације других органа. Операција је сасвим нова и лекарима нису познате све могуће нуспојаве. Испоставља се да је једна од могућих нуспојава следећа. Лекови имају такав ефекат на трансплантирани мозак да се у њему догађа промена којом се мозак особе Б у погледу структуре и активности претвара у готово савршену копију мозга особе А.
Пацијент преживљава операцију и буди се из анестезије. Иако има мозак особе Б у свом телу, преживели се понаша као особа А има његова сећања и мисли за себе да је особа А. Чини се да сада немамо разлога да мислимо да је преживели особа Б. Једини разлог би био ако би хтели по сваку цену да спасу мождани критеријум јесте једина основа за тврдњу да је преживели особа Б је у томе што је мозак особе Б присутан у преживелом.
Међутим, јасно је да је са мозгом особе Б је у преживелог прешла и психологија особе А, чији је мозак особе А носилац. Филозофима се чини да мозак има смисла сматрати посебно значајним за лични идентитет само као орган одговоран за психолошке карактеристике, а не као нарочито важан део тела. Мождани критеријум, сугерише разлике између два особа А - особа Б случаја, може бити исправан само ако се напусти идеја да је критеријум личног идентитета строго телесан.
Бернард Вилијамс представља један мисаони експеримент. Он говори како човек може да спозна где се налази његов лични идентитет помоћу овог мисаоног експеримента. Читалац треба да замисли да се он налази у ситуацији једног од двоје људи из претходног мисаоног експеримента. Потребно је да замисли такође, да је и њему и другој особи речено да ће после операције једној особи бити додељено сто хиљада долара, а другој сурово мучење. Питање за читаоца јесте да ли би се држао телесног критеријума идентитета и радовао се ако су паре намењене особи која ће после интервенције имати његово садашње тело? По свој прилици не би, не најмање због тога што ће неко ко има ваша сећања, осећања, жеље, преференције и психолошке карактеристике доживети мучење. Ако је тако, онда је читалац већ одбацио телесни критеријум идентитета. Идентитет особе је, изгледа, тамо где је њен ментални и психички живот, не тамо где је њено (дотадашње) тело.

## Психолошки критеријум
Путем телесног критеријума се не може пронаћи суштина личног идентитета. Међутим, аргументи и тезе телесног идентитета говоре о мозгу као седишту људске психологије. Интуиције које су филозофе наводиле да људском мозгу дају посебну улогу у објашњењу идентитета потичу, изгледа, од чињенице да је мозак седиште људске психологије и од уверења да је, на неки начин, нумерички идентитет личности током времена обезбеђен (или повезан са) психолошким идентитетом.
Под термином ‘психологија’ се подразумевају психолошка својства, а у ова својства се уврсштавају најразличитије карактеристике нечијег менталног живота. Дакле, у психологију неке особе убрајаће се њена веровања, њене особине личности, њене преференције, њена сећања, њена чулна искуства, њена осећања, њене жеље, итд.

### Психолошко поклапање
Психолошко поклапање говори да је Особа А у тренутку т идентична је са особом Б у тренутку т’ ако и само ако су психолошка својства особе А идентична са психолошким својствима особе Б. Психолошко поклапање каже да је лични идентитет заправо идентитет психолошких својстава. Ради се о тези која је превише снажна, односно таква да поставља превисок захтев за постојање нумеричког идентитета личности током времена. Међутим,  људска ментална стања се мењају од једног до другог тренутка, а са њима и психолошка својства. Сећања и искуства се мењају од тренутка до тренутка, али се особа сећа да је видела себе у огледалу пре неколико секунди. Ново сећање значи и да особа има ново психолошко својство, а по психолошком поклапању то значи да више особа није идентична са собом од пре тренутка када је постала свесна свог сећања. Филозофи су модификовали овај критеријум и поставили мало слабији и мање захтевнији.

### Психолошко преклапање
Психолошко преклапање говори да је Особа А у тренутку т идентична је са особом Б у тренутку т’ ако и само ако су психолошка својства особе А у већини идентична са психолошким својствима особе Б. Психолошко преклапање не захтева да сва психолошка својства буду идентична како би постојао лични идентитет, већ само да то важи за већину психолошких својстава. На тај начин се избегава незгодна последица претходног предлога. Ако свом менталном животу особа добије једно ново сећање, неће постати друга особа будући да и даље постоји преклапање свих осталих психолошких својстава.
Проблем је, међутим, што психолошко преклапање даје лоше резултате у погледу поређења са давнијим верзијама личности. Једна од ствари које би филозофи волели да знају јесте да теорија личног идентитета објасни у ком смислу је свако идентичан себи од две године, и себи са пет година, и себи са петнаест година (и тако даље). Према Психолошком преклапању, једна особа са пет година када одрасте више није иста особа. Разлог за то јесте у томе што не деле у већини психолошке особине, будући да одрасла особа се сада не сећа готово ничега чега се петогодишњи он сећао, има битно различите жеље, преференције, веровања, знања и друге психолошке особине. Те две верзије наизглед исте особе не испуњавају критеријум идентитета који је постављен Психолошким преклапањем. Дакле, и Психолошко преклапање је сувише снажна теза. Да би се формулисала на адекватан начин идеја која стоји иза интуиције да критеријум идентитета треба да буде психолошки, мора се потражити још слабији критеријум.

### Психолошко наслеђивање
Иако та особа у садашњости и особа са пет година нису исте особе које се психолошки преклапају (у горе наведеном смислу), ипак је случај да се особа сада и особа пре годину дана преклапају; такође, постоји преклапање између те особе као петогодишњака и као шестогодишњака. Идући тако годину по годину (или месец по месец, ако је потребно), може се формирати низ који почиње с особом као петогодишњаком и креће се од једне до друге „верзије“ моје личности на тај начин да између сваке две узастопне верзије постоји психолошко преклапање. Када је једном формиран овакав ланац психолошких преклапања, може се назвати у сваком пару за који важи преклапање ранију личност психолошким претком а каснију личност психолошким потомком. У складу са тим, постоји нова формулација критеријума:
Особа А у тренутку т идентична је са особом Б у тренутку т’ ако и само ако је особа А психолошки предак или психолошки потомак особе Б.
Психолошко наслеђивање избегава проблеме оба претходна критеријума: испада да особа А је садашњи  психолошки потомак себе од пре неколико минута, као и је (далеки) психолошки потомак себе као петогодишњака. Ова формулација се заснива на континуитету личности. Проблем настаје када се тај континуитет прекине.

### Приговор психолошком наслеђивању
Један могући начин да дође до прекида у континуитету психолошког наслеђивања је амнезија, односно губитак памћења. Могуће је замислити особу А који је доживео незгоду у којој је његов мозак повређен на такав начин да је сасвим изгубио сећања на свој пређашњи живот, поступке, ставове, пријатељства, на радосне и тужне догађаје и доживљаје. Особа А не може да се сети ни свог имена, а камоли модела аутомобила који вози, броја ципела које носи или најбоље бербе свог омиљеног вина. Особа А пре незгоде и особа А после незгоде су особе које се веома разликују у погледу психолошких својстава. Изгледа да каснија верзија особе А није психолошки потомак раније верзије особе А. Али нема никаквог проблема да се увиди да су каснија и ранија особа А иста особа. Незгода није убила особу А, већ је он наставио да живи, иако са битно промењеним психолошким својствима. Дакле, Психолошко наслеђивање нам даје погрешну интерпретацију овог случаја који, сходно томе, представља противпример психолошком критеријуму идентитета.
Могуће је одбранити тезу психолошког наслеђивања. Може се рећи да је особа А и након несреће задржала своја психолошка својства. Проблем се опет јавља када се замисли да је особа А, уместо да изгуби памћење, несрећом био доведен у бесвесно стање. У таквом стању није имао никаквих мисли, осећања, искустава, па ни снова. У овом случају може да се брани аргумент против психолошког критеријума који ће се позвати на психолошки дисконтинуитет између свесног и бесвесног стања:
•(АН1) Бесвесна особа није психолошки наследник свесне особе.
•(АН2) Ако бесвесна особа није психолошки наследник свесне особе, онда ако је Психолошко наслеђивање истинито, онда свесна особа није иста особа као и бесвесна особа.
•(АН3) Свесна особа јесте иста особа као и бесвесна особа.
•(АН4) Дакле, Психолошко наслеђивање није истинито.
Премиса АН1 се ослања на чињеницу да бесвесна особа нема ментални живот, а тиме и да не може бити психолошког преклапања са свесном особом. Премиса АН2 излаже оно што Психолошко наслеђивање захтева да буде истинито како би се могло тврдити да су свесна и бесвесна особа идентичне. Премису АН3 можемо јасно препознати као истиниту: не би било погрешно идентификовати бесвесну особу као исту особу која је раније тог дана радила нешто друго. Људе који су у добоком сну или дубокој коми сасвим природно људи идентификују са особама које су били пре него што су пали у сан или у кому. Психолошко наслеђивање би од људи захтевало да у тим случајевима, на основу психолошког дисконтинуитета, порекну континуитет личног идентитета.
Други аргумент против Психолошког наслеђивања се заснива на мисаоном експерименту који позајмљује своју поставку од једног од аргумената замене тела. Тражи се да се замисли како су научници сада овладали знањем и техником којима је омогућено реструктирирање сваког мозга на такав начин да се реплицира структура и организација неког другог мозга. Шта би се рекло о случају у којем су два различита мозга реструктурисана тако да представљају дупликате неког трећег мозга? Две особе, А и Б, доживљавају то да су им мозгови структурисани као реплике мозга особе Ц. Кад је на овај начин мозак особе Ц реплициран у два нова тела, тело особе Ц је уништено. АР особа је она која има нереструктурисани мозак и тело особе А, и АК је особа која има реструктурисани мозак и тело особе А. Паралелно нека важи и за особу Б: БР је раније од операције, а БК је касније. Психолошко наслеђивање захтева да се каже да су и АК и БК идентични са особом Ц, будући да су њени психолошки наследници. Међутим, може се показати да је ова пресуда о датом случају погрешна и да је зато Психолошко наслеђивање неистинито. Постоји и аргумент за пресуду за овакав психолошки критеријум:

### Аргумент на основу фисије
•(АФ1) Ако је Психолошко Наслеђивање истинито, онда је Ц иста особа као и АК, али и као БК.
•(АФ2) Ако је Ц иста особа као и АК и као БК, онда је АК иста особа као и БК.
•(АФ3) Дакле, ако је Психолошко Наслеђивање истинито, онда је АК иста особа као и БК.
•(АФ4) АК није иста особа као и БК.
•(АФ5) Дакле, Психолошко наслеђивање није истинито.
Премиса АФ1 је несумњиво истинита. С обзиром на то да између психолошких својстава Ц и АК постоји потпуно преклапање, Психолошко наслеђивање диктира да се ради о идентичним особама. Исто важи и за Ц и БК. На ово никако не утиче чињеница да ће АК и БК од тренутка када почну да им функционишу реструктурисани мозгови усмерити своје менталне животе у различитим правцима. Између сваког о њих и Ц наставиће да важи однос психолошког наследника и претка. Премиса АФ2 следи из принципа транзитивности идентитета у чију истинитост није лако посумњати. Овај принцип каже да у случају да је а = б и да је б = ц, мора бити случај да је а = ц. Премиса АФ4 се ослања на различит логички принцип. Овог пута постоји принцип Неразлучивост идентичних.

### Неразлучивост идентичних
Ако су А и Б нумерички идентични, онда у било ком временском тренутку т све оно што је истинито у вези са А такође је истинито и у вези са Б. На пример, познати писац Артур Блер користио је псеудоним Џорџ Орвел. С обзиром на ово, шта год да је истинито о Артуру Блеру, биће истинито и о Џорџу Орвелу: ради се о два различита имена која означавају исту особу. Неразлучивошћу идентичних се можемо послужити у случајевима у којима нам је потребно да докажемо да неке две особе нису нумерички идентичне. Кад год се могу пронаћи макар једна разлику између А и Б, може се закључити да нису нумерички идентични.
У овом случају, може се уочити како АК и БК настављају своје животе након интервенције и да затим, сходно Неразлучивости идентичних, да се дође до закључка да нису нумерички идентични. За то је довољно да се њихови животи након интервенције макар у једној појединости разликују, а гарантовано је да ће се разликовати у погледу мноштва појединости, за то је довољно, рецимо, то да их  експериментатори пусте из лабораторије у различитим тренуцима.
Могло би се тврдити, против премисе АФ4, да је ситуација коју добијамо након реструктурисања мозгова таква да постоји једна особа, Ц, која има два тела. Једно тело се налази тамо где је АК а друго тамо где је БК. Овакво гледиште за резултат има неке изразито непривлачне последице. На пример, ако би се замислило да неко убије АК, убица би могао да се брани како никога није убио, будући да су БК и АК иста особа, а БК је сасвим жив и здрав. Ово изгледа потпуно неприкладно, и свакако би људи били склони томе да ипак остану при оцени да је убица некога ускратио за даље постојање; самим тим, АК и БК морају бити различите особе.

### Иста душа
У овој филозофској дискусији, један критеријум који би многима био од почетка очигледан је игнорисан. Многи сматрају да је оно што чини једну особу, у једном тренутку, идентичном са неком особом у другом тренутку је душа која припада обема. Критеријум идентитета који би се тако добио је овај:
Особа А у тренутку т идентична је са особом Б у тренутку т’ ако и сам ако А има исту душу као и Б.
Овај предлог, на први поглед, може да изађе на крај са неким од проблематичних случајева које су филозофи разматрали. На пример, у случају дицефалије, може се рећи да су два дицефална близанца различите особе зато што имају различите душе. Ипак, Иста душа не примиче филозофе решењу овог проблема и употрбљивом објашњењу личног идентитета. Није довољно јасно шта се подразумева под душом. Ако је душа нематеријални ентитет који ће, након што његова веза са припадајућим му телом буде раскинута, отићи на небо, онда душа није ништа друго него до та особа. Они који верују у живот душе након смрти по правилу мисле да се ради о продужењу егзистенције њих самих, односно њихових личности. Утолико говор о души јесте у недостатку детаљнијег објашњења шта је то душа говор о самој особи чија је то душа. Али ако је то тако, онда када се каже да је А идентично са Б ако и само ако А има исту душу као и Б, тиме ништа није речено до овог: А је идентично са Б ако и само ако А је иста особа као и Б. Таквим исказом није ништа објашњено о идентитету А и Б.
Када се ово има у виду, ни објашњења ранијих проблематичних случајева помоћу Исте душе не изгледају више тако привлачна. Дицефални близанци су, ако се претпостави да је Иста душа истинит критеријум идентитета, различите особе због тога што су различите особе. Слично је и са случајем замене тела и противпримерима за психолошке критеријуме. Иста душа даје сасвим неинформативне и стога неупотребљиве дијагнозе ових случајева. На крају, Иста душа је критеријум који се показује као неупотребљив у случају фисије, какав год да се одговор пружи на питање „шта је душа?“. Разлог за то је у следећем: не постоји никакав разлог да се тврди да је душа особе Ц завршила пре у АК него у БК (и обрнуто).
Филозофи у досадашњој дискусији не проналазе одговарајућ критеријум према ком могу објаснити проблем личног идентитета. Међутим, сада покушавају да га објасне уз помоћ оба критеријума, телесног и психолошког заједно, комбинованог критеријума.

## Комбиновани критеријум
Комбиновани критеријум 1. Особа А у тренутку т идентична је са особом Б у тренутку т’ ако и само ако А има исто тело као Б и А је психолошки предак или потомак Б.
Алтернативно, филозофи су смислили и  понудили и слабију верзију комбинованог критеријума:
Комбиновани критеријум 2. Особа А у тренутку т идентична је са особом Б у тренутку т’ ако и само ако А има исто тело као Б или ако је А психолошки предак или потомак Б.
Оба комбинована критеријума успешно решавају неке од ранијих противпримера, али не успевају да савладају друге. Први комбиновани критеријум даје добре резултате када се примени на случајеве дицефалних близанаца и фисије. Овај критеријум за иденитет захтева да постоји психолошко преклапање, којег нема код дицефалних близанаца. Тада се добија жељени резултат: Леви и Десни нису иста особа. Са друге стране, у случају фисије постоје два различита тела, АК и БК, што значи да први комбиновани критеријум није задовољен и нема идентитета између Ц и било којег од преостала два тела, тј. особе. Ипак, први комбиновани критеријум не може да изађе на крај са случајевима бесвесног човека и замене тела. У случају бесвесног стања, као што смо видели, нема психолошког континуитета, па према првом комбинованом критеријуму нема ни идентитета особе пре незгоде са особом после незгоде. Али ради се о тврдњи која је управо супротна ономе што смо установили да је пожељно рећи о овом случају. Слично је и са заменом тела, што није тешко показати.
Други комбиновани критеријум је слабији: све што је потребно задовољити је или идентитет тела или психолошки континуитет. Због овога се може учинити као да има боље шансе на успех од првог комбинованог критеријума. Ипак, ни овај критеријум није успешан у објашњавају личног идентитета. Овог пута се испоставља да добија исправне дијагнозе случајева тамо где је први комбиновани критеријум имао проблеме али даје погрешне дијагнозе у случајевима са којима је први комбиновани критеријум успешно излазио на крај. У случају бесвесног стања, други комбиновани критеријум омогућује да се каже да су свесни човек пре незгоде и човек у бесвесном стању после незгоде једна те иста особа: будући да деле исто тело, други комбиновани критеријум је задовољен. У случају замене тела, постоји психолошки континуитет између особе која је имала мушко тело пре интервенције и особе која је имала женско тело после интервенције; самим тим, други комбиновани критеријум нам омогућује да кажемо да се ради о истој особи пре и после интервенције.
Невоље настају са противпримерима које је први комбиновани критеријум успешно отклонио. У случају фисије, чињеница да други комбиновани критеријум каже да је психолошки континуитет довољан за лични идентитет има за последицу то да се мора рећи да су АК и БК нумерички идентични са Ц, односно тврдњу коју су филозофи покушали да избегну напуштањем психолошког критеријума. У случају дицефалије, други комбиновани критеријум има проблем са чињеницом да установљује телесни идентитет као довољан за лични идентитет: Леви и Десни, према другом комбинованом критеријуму, морају бити иста особа.
Комбиновани критеријуми не успевају да објасне лични идентитет. Ово не треба да чуди, с обзиром на то да се ни телесни ни психолошки критеријуми нису показали као појединачно адекватни. Телесни критеријум није нужан за идентитет: противпример замене тела. Ни психолошки критеријум није нужан: то је показао случај са губљењем свести. Телесни критеријум није ни довољан за идентитет: то показују случајеви дицефалије. Исто важи и за психолошки критеријум, али на основу случајева фисије. Имајући ово све у виду, не чуди што се ништа боље нису показали ни први комбиновани критеријум—који тврди да су идентитет тела и психолошко преклапање нужни услови идентитета—ни други комбиновани критеријум—који тврди да су идентитет тела и психолошко преклапање довољни услови идентитета.
На крају можемо закључити да лични идентитет не објашњавају ни физички фактори, ни психолошки фактори, ни комбинација те две врсте фактора, као ни, најзад, позивање на душу. Али ако ништа од овога није употребљиво као објашњење личног идентитета, поставља се питање шта би уопште могло да објасни лични идентитет? Филозофи на ово питање за сада немају одговор.